# The Dancer and the King
The Dancer and the King è un film muto del 1914 diretto da Étienne Arnaud
Il soggetto è tratto dall'omonima commedia scritta da Charles E. Blaney e da J. Searle Dawley, andata in scena il 27 maggio 1907. Cecil Spooner aveva interpretato anche a teatro il ruolo di Lola Montez.
È l'ultimo film girato da Arnaud.

## Trama
Lola è una danzatrice che conosce il re di Baviera e ne diventa amica. Venendo a sapere per caso di un complotto per assassinarlo, si traveste da soldato per scoprire i congiurati.

## Produzione
Il film fu prodotto dalla Charles E. Blaney Productions.

## Distribuzione
Distribuito dalla World Film, il film uscì nelle sale cinematografiche statunitensi il 30 novembre 1914.